# Holubice (Boemia centrale)
Holubice è un comune della Repubblica Ceca facente parte del distretto di Praha-západ, in Boemia Centrale.